# Jijia
El Jijia (en ucraïnès, Жижия) és un riu romanès, que té però les seves fonts a la província ucraïnesa de Txernivtsí.
El riu neix a la regió subcarpàtica, en una zona de turons a 410 msnm. Immediatament les aigües davallen cap al sud, entrant a la província romanesa de Botoşani. El riu travessa de nord a sud aquesta província, i acull nombroses poblacions a les seves ribes, entre les quals destaca la ciutat de Dorohoi.
Més cap al sud, el Jijia entra a la província de Iaşi, la qual travessa fins a tocar pràcticament la frontera amb la República de Moldàvia a prop de la localitat de Gorban. En aquest punt, i després de 275 km de recorregut i una conca drenada de 5757 km², el riu desemboca al Prut.
Al llarg del seu recorregut, el riu compta amb diversos afluents, entre els quals destaca el riu Bahlui. Al mateix temps, i per tal de reduir els efectes d'un cabal amb grans fluctuacions, s'han construït diverses obres de regulació i endagament. Entre elles destaca un important canal, a les proximitats de Iaşi, que recull les aigües del Jijia i del Bahlui i les porta al Prut molts kilòmetres abans de la seva desembocadura natural. Aquesta desviació ha permès minimitzar els efectes de les riuades alhora que ha augmentat la superfície dedicada als cultius de regadiu. Per contra però, ha modificat en bona part el curs baix del riu, alterant-ne l'equilibri ecològic.

## Mes informació
- Administraţia Naţională Apelor Române - Cadastrul Apelor - Bucureşti - en (romanès)
- Institutul de Meteorologie şi Hidrologie - Rîurile României - Bucureşti 1971 - en (romanès)
- ICPA - Comune vulnerabile - judeţul Botoşani  Arxivat 2007-01-12 a Wayback Machine. - en (romanès)
- ICPA - Comune vulnerabile - Judeţul Iaşi  Arxivat 2012-02-08 a Wayback Machine. - en (romanès)
- Trasee turistice - judeţul Iaşi  - en (romanès)